# Draconinae
Draconinae es una subfamilia de reptiles dentro de la familia Agamidae naturales del sur de Asia. Para algunas taxonomías estos géneros pertenecen a la subfamilia Agaminae.

## Géneros
Draconinae incluye los siguientes géneros:
- Acanthosaura
- Aphaniotis
- Bronchocela
- Calotes
- Ceratophora
- Cophotis
- Draco
- Gonocephalus
- Japalura
- Lyriocephalus
  - Lyriocephalus scutatus (Linnaeus, 1758)
- Mantheyus
  - Mantheyus phuwuanensis (Manthey & Nabhitabhata, 1991)
- Otocryptis
- Ptyctolaemus
- Rankinia
- Salea
- Sitana